# Nadong Bhutia
Nadong Bhutia (* 25. November 1993) ist ein indischer Fußballspieler.

## Karriere
Bhutia gab sein Debüt für United Sikkim FC am 19. Januar 2013 in einem Ligaspiel gegen Dempo SC. Er stand in der Anfangsformation und wurde in der 58. Minute ausgewechselt, United Sikkim verlor das Spiel mit 0:7. Am 5. Dezember 2013 wurde bekanntgegeben, dass Bhutia zu Eagles FC wechselt, 2014 wechselte er dann zum Mumbai City FC.